# スサノオ (小惑星)
スサノオ (10604 Susanoo) は、小惑星帯の小惑星。浦田武によって、静岡県の日本平天文台において発見された。
名前は日本神話における神、スサノオに由来する。